# Hypocnemoides
Genre
Hypocnemoides est un genre de passereaux de la famille des Thamnophilidés.

## Liste des espèces
Selon la classification de référence du Congrès ornithologique international (version 6.4, 2016) :
- Hypocnemoides melanopogon — Alapi à menton noir, Fourmilier à menton noir (Sclater, PL, 1857)
  - Hypocnemoides melanopogon occidentalis Zimmer, JT, 1932
  - Hypocnemoides melanopogon melanopogon (Sclater, PL, 1857)
  - Hypocnemoides melanopogon minor Gyldenstolpe, 1941
- Hypocnemoides maculicauda — Alapi à menton noir, Alapi riverain, Fourmilier à queue barrée (Pelzeln, 1868)